# Warrior Kings
Warrior Kings est un jeu vidéo de stratégie en temps réel développé par Black Cactus et publié par Microïds sur PC en 2002. Le jeu se déroule dans un monde médiéval-fantastique dans lequel le joueur commande les armées d’un prince déchu qui tente de reconquérir son royaume. La campagne du jeu ne permet au joueur pas de sélectionner une faction en particulier mais lui permet de choisir un alignement – païen, empire ou renaissance – qui détermine de quelle manière il va récupérer son trône. Son système économique est basé sur la gestion de paysans qui peuvent construire des bâtiments, récolter les trois ressources du jeu (bois, pierre et or) et qui fournissent les vivres pour les armées. Le jeu se focalise cependant sur l’aspect tactique des combats lors desquels il doit notamment gérer le positionnement et les formations adoptés par les unités sur le champ de bataille, mais aussi la magie,,.
Le jeu bénéficie d’une suite, Warrior Kings: Battles, publiée en 2003.

## Accueil
| Warrior Kings         |      |       |
| Média                 | Pays | Notes |
| Computer Gaming World | US   | 3/5   |
| GameSpot              | US   | 75 %  |
| Jeuxvideo.com         | FR   | 10/20 |
| Joystick              | FR   | 82 %  |
| PC Gamer UK           | GB   | 86 %  |